# Lesidren
Lesidren (bułg. Лесидрен) – wieś w Bułgarii, w obwodzie Łowecz, w gminie Ugyrczin. Według danych szacunkowych Ujednoliconego Systemu Ewidencji Ludności oraz Usług Administracyjnych dla Ludności, 15 czerwca 2020 roku miejscowość liczyła 891 mieszkańców.

## Osoby związane z miejscowością

### Urodzeni
- Petyr Doczew (1934–2005) – bułgarski malarz
- Wyło Radew (1923–2001) – bułgarski reżyser, scenograf